# منتزه بيتسا
هو أحد أكبر المنتزهات الطبيعية في مدينة موسكو الروسية وتبلغ مساحته حوالي ثمانية عشر كيلومتر مربع. ويحتوي المنتزه 33 نوع من الثديات، و78 نوع من الطيور.
ذاع صيت المنتزه بعد أعمال القتل التي إرتكبها القاتل المتسلسل ألكسندر بيتشوشكين، بين سنتي 1992 و2006.